# Sasha Fábrega
Sasha Jeaneth Fábrega Bósquez (nacida el 23 de octubre de 1990) es una futbolista panameña que juega como portera en Tauro FC de la Liga de Fútbol Femenino de Panamá.

## Trayectoria

### AFMS
Comenzó su carrera de futbolista con el AFMS de Veraguas en la Liga de Fútbol Femenino en la temporada 2017.

### SD Atlético Veragüense
Para la temporada del 2018 fichó por el SD Atlético Veragüense.

### Santa Gema FC
Para el Torneo Clausura 2019 LFF fichó por el Santa Gema FC.

### Tauro FC
Para el Torneo Apertura 2019 LFF fichó por el Tauro FC.

### Veraguas CD
Para la temporada del 2021 fichó por el equipo de su provincia, el Veraguas CD.

### Tauro FC
Para la temporada del 2022 regresó al Tauro FC, saliendo campeona de la Liga de Fútbol Femenino 2022.

### CA Independiente
Para la temporada 2023 fue anunciada como nueva jugadora del CA Independiente.

### Tauro FC
En septiembre de 2023 regresó al Tauro FC para disputar la Copa Interclubes de la Uncaf Femenino 2023.

## Selección nacional
Fábrega ha aparecido con la selección nacional femenina de Panamá, incluso en el Campeonato de Clasificación Olímpica Femenina de CONCACAF 2020, el 31 de enero de 2020 contra Estados Unidos, entrando como suplente en el minuto 33 por la lesionada Yenith Bailey. Formó parte del plantel que disputó la Copa Mundial Femenina de Fútbol de 2023.

## Clubes
| Club                | País   | Año         |
| ------------------- | ------ | ----------- |
| AFMS                | Panamá | 2017        |
| Atlético Veragüense | Panamá | 2018        |
| Santa Gema FC       | Panamá | 2019        |
| Tauro FC            | Panamá | 2019 - 2020 |
| Veraguas CD         | Panamá | 2021        |
| Tauro FC            | Panamá | 2022        |
| CA Independiente    | Panamá | 2023        |
| Tauro FC            | Panamá | 2023 - Act. |

## Palmarés

### Títulos nacionales
| Título           | Club     | País   | Año  |
| ---------------- | -------- | ------ | ---- |
| Primera División | Tauro FC | Panamá | 2022 |